# Cannabis 'Skunk'
Сканк (англ. Skunk, «Скунк») — сорта конопли (чаще всего гибридные), обладающие выраженным специфическим запахом и обладающими быстрым и сильным наркотическим эффектом. Считается, что все виды «сканка» произошли от известного «Сканка № 1» (также известного как «The Pure»), выращенного в поздних 70-х Сэмом «Человеком-Скунсом» (Shiva Skunk), селекционером из Sensi Seeds, первый гибридный селекционный сорт с афганскими корнями. Чтобы получить этот ароматный сорт, он скрестил коноплю трёх видов: Mazar-i-Sharif (25%), «Columbian Gold» (25%) и Acapulco Gold (50%). Количество тетрагидроканнабинола в «сканке» высокое — от 8% в самых слабых сортах до 24% в Malawi Gold. Эффект «сканка» отличается повышенной, по сравнению с другими сортами конопли, галлюциногенной составляющей.
Термин возник на Ямайке в растафарианской среде и был популяризован в текстах песен стиля рэгги. Начиная с 1970-х гг. множество новых «сканковых» сортов было выведено в Нидерландах, Австралии, Канаде и США.
Все сорта «сканк» имеют долгий период цветения — от 9 до 11 недель, обладают крупными липкими соцветиями и малым количеством листьев. Цветение через 8-9 недель после прорастания, хорошо растут в теплицах, легко размножаются черенкованием. По психотропному действию — сатива с лёгким оттенком индики; в некоторых каталогах такой тип воздействия называют «skunky».
Сорта линии «Skunk» неоднократно побеждали в конкурсе «Cannabis Cup» в различных номинациях.